# Gray (Francja)
Gray – miejscowość i gmina we Francji, w regionie Burgundia-Franche-Comté, w departamencie Górna Saona.
Według danych na rok 2008 gminę zamieszkiwało 6088 osób, a gęstość zaludnienia wynosiła 305 osób/km² (wśród 1786 gmin Franche-Comté Gray plasuje się na 18. miejscu pod względem liczby ludności, natomiast pod względem powierzchni na miejscu 112.).